# Соловйов Михайло Миколайович
Миха́йло Микола́йович Соловйов  (29 травня 1886, Єлець, нині Липецька область, Росія; 28 березня 1980, Харків) — видатний український епідеміолог, академік АМН СРСР (з 1945), Заслужений діяч науки УРСР (з 1946), завідувач кафедри епідеміології Харківського медичного інституту, кафедри мікробіології Харківського фармацевтичного інституту та кафедри епідеміології Українського інституту удосконалення лікарів (м. Харків). Засновник харківської наукової школи епідеміологів .

## Життєпис

Фото пам'ятної плити Соловйова Михайла Миколайовича на колумбарії Другого міського кладовища Харкова.

Михайло Миколайович Соловйов народився 29 травня 1886 р. в м. Єлець Орловської губернії в родині страхового агента. Після закінчення гімназії у 1904 р. юнак вступив до Московського університету на медичний факультет, який закінчив у 1911 р. з червоним дипломом і одержав звання лікаря з відзнакою . Працював дільничним лікарем у Єлецькому повіті.
У 1914 р. пройшов спеціалізацію з мікробіології на курсах, організованих Бактеріологічним інститутом Харківського медичного товариства. Під час Першої світової війни працював молодшим лікарем кінно-артилерійського дивізіону, лікарем санітарно-гігієнічного загону корпусу. Там він познайомився з видатним українським вченим мікробіологом і епідеміологом Д. К. Заболотним, брав участь у ліквідації великої епідемій холери, висипного і поворотного тифу .
З 1917 р. Михайло Миколайович працював в м. Одеса, спочатку на посаді завідуючого хіміко-бактеріологічної і санітарно-гігієнічної лабораторії військового шпиталю, потім головним епідеміологом міста (1918). В Одеській медичній академії він пройшов шлях від старшого асистента до приват-доцента (1920–1925) першої в країні кафедри епідеміології, створеної академіком Д. К. Заболотним .
У 1925 р. переїхав до Харкова, де почалась його науково-педагогічна діяльність, пов’язана з чотирма інститутами міста: Українським санітарно-бактеріологічним інститутом ім. І. І. Мечникова, Українським інститутом удосконалення лікарів, медичним і фармацевтичним інститутами. Одночасно вчений очолював організацію протиепідемічної служби в Україні .
В 1925–1930 рр. Михайло Миколайович обіймав посаду старшого асистента з курсу епідеміології на кафедрі гігієни в Харківському медичному інституті (ХМІ). У 1930 р. М. М. Соловйов організував кафедру епідеміології в ХМІ, яку очолював майже 40 років (1930–1969). Одночасно завідував епідеміологічним відділом Українського санітарно-бактеріологічного інституту ім. І. І. Мечникова (1925–1931). У 1932–1937 рр. вчений завідував також кафедрою мікробіології Харківського фармацевтичного інституту, в 1937–1941 рр. та 1944–1948 рр. — кафедрою епідеміології Українського інституту удосконалення лікарів у м. Харків. У 1933 р. йому присвоєно звання професора, у 1936 р. — вчений ступінь доктора медичних наук без захисту дисертації .
За активну роботу під час Другої світової війни науковець відзначений премією Раднаркому РСФСР, нагороджений медалями і численним грамотами. У 1945 р. вчений обраний дійсним членом Академії медичних наук СРСР, у 1946 р. йому присуджено почесне звання Заслуженого діяча науки УРСР. У 1953 р. видатний епідеміолог удостоєний вищої урядової нагороди — ордена Леніна.
Протягом багатьох років Михайло Миколайович був членом правлінь Всесоюзного та Українського наукових товариств епідеміологів, мікробіологів та паразитологів, Харківського медичного товариства, почесним членом Всесоюзного наукового товариства епідеміологів, мікробіологів та паразитологів ім. І. І. Мечникова, брав активну участь в роботі численних суспільств, вчених нарад. Професор був членом редакційної колегії журналів «Мікробіологія, епідеміологія і імунологія», «Профілактична медицина», «Лікарська справа», Великої медичної енциклопедії, редактором багатьох наукових збірок .
Помер Михайло Миколайович Соловйов 28 березня 1980 р. на 94 році життя в Харкові. Був кремований та похований в колумбарії Другого міського кладовища .

## Наукова та педагогічна робота
Автор більше 100 наукових праць. До найважливіших досягнень вченого належить розробка питань теорії епідеміології, встановлення ролі соціальних чинників у розвитку епідемій і формуванні штучного імунітету. Професор започаткував вивчення епідеміології, мікробіології та клініки харчових отруєнь і гострих кишкових інфекцій в Україні, розкрив механізми розповсюдження дифтерії, корі, скарлатини, малярії, дитячих інфекцій, епідеміологічної концепції боротьби з холерою тощо.
Розробка високоефективних дезінфектантів, антисептиків і інших протимікробних засобів — пріоритетний напрям діяльності кафедри мікробіології Харківського фармацевтичного інституту в період керівництва М. М. Соловйова (1932–1937). Фундаментальні наукові досягнення впроваджені в практичну епідеміологію .
Михайло Миколайович є автором першого в Україні підручника з епідеміології українською мовою: у 1933 р. вийшов друком підручник для медичних училищ «Загальна епідеміологія і профілактика заразних хвороб». У 1935 р. надрукована перша в медичній літературі монографія «Харчові інфекції та інтоксикації», присвячена вивченню тяжкої токсикоінфекції — ботулізму .
Деякі з вагомих праць: «Віспа і віспощеплення» (1932), «Дизентерія (1934), «Епідеміологія дифтерії» (1932), «Посібник з епідеміології» (1936), «Епідеміологія кору» (1938).
На кафедрах мікробіології і епідеміології, які очолював професор (Харківського фармацевтичного і медичного інститутів та Інституту удосконалення лікарів), проходили підготовку і підвищували кваліфікацію лікарі-мікробіологи і епідеміологи з України та з інших республік СРСР. Вчений підготував близько 50 кандидатів і 10 докторів наук .

## Нагороди та відзнаки
·       Академік АМН СРСР (1945)
·       Заслужений діяч науки УРСР (1946)
·       Орден Леніна (1953) .